# National Union of Public Employees
Der National Union of Public Employees (NUPE) ist eine Gewerkschaft für Beschäftigte des öffentlichen Dienstes und Nichtregierungsorganisationen (NGOs) in Neuseeland.

## Geschichte
Die Gewerkschaft wurde 1992 in Christchurch als eine Alternative im Bereich des öffentlichen Dienstes gegründet und am 24. April 1992 beim New Zealand Companies Office offiziell registriert. Die Organisation war zunächst für Beschäftigte im Bereich Gesundheit aktiv, dehnte aber seine Aktivitäten im Laufe der Zeit auch für Beschäftigte in Behörden, Ministerien und Abteilungen des öffentlichen Dienstes aus. Auch für Beschäftigte in Gemeinschaftseinrichtungen und Nichtregierungsorganisationen (NGOs) übernahm die Gewerkschaft die Vertretung.